# 化石銀河群
化石銀河群は、通常の銀河群内で銀河の合体が生じ、X線ハロを残した結果であると信じられている。銀河群内の銀河は、重力で惹かれあって衝突、合体することがある。この銀河同士の合体の背後にある物理過程は、動摩擦である。明るい銀河の動摩擦のタイムスケールは、化石銀河群が当初の衝突以来ほとんど流入のない、古く、撹乱の起こらない系であることを示している。そのため化石銀河群は、銀河の形成と進化や銀河団ガスを研究する上での重要な研究室となる。
銀河系に最も近い化石銀河群は、ヘルクレス座の方角に約1億8000万光年の距離にある楕円銀河NGC 6482である。